# 5. korpus (Avstro-Ogrska)
5. korpus je bil korpus avstro-ogrske skupne vojske, ki je bil aktiven med prvo svetovno vojno.

## Zgodovina
Ob pričetku prve svetovne vojne je bil korpus zadolžen za področje Madžarske.
Naborni okraj korpusa je obsegal: Esztergom, Györ, Komárom, Nagykanizsa, Bratislava, Sopron, Szombathely in Trenčín.

## Organizacija
April 1914
- 14. pehotna divizija
- 33. pehotna divizija
- 2. konjeniška divizija
- 5. poljskoartilerijska brigada
- 2x trdnjavska artilerijska četa, 6. trdnjavski artilerijski polk
- 5. oskrbovalna divizija

## Poveljstvo
Poveljniki
- Franz Gyulai von Maros-Németh vun Nádaska: julij 1850 - februar 1857
- Philipp von Stadion-Warthausen und Thannhausen: februar 1857 - december 1863
- Alfred von Henikstein: december 1863 - november 1864
- Ludwig von Gablenz: november 1864 - maj 1866
- Friderik Lihtenštajnski: maj - junij 1866
- Gabriel von Rodich: junij - oktober 1866

- ukinjen
- Hermann von Ramberg: avgust - oktober 1878

- ukinjen
- Adolf von Catty: januar 1883 - september 1889
- Nadvojvoda Friderik Avstrijski: september 1889 - april 1905
- Karl von Steininger: april 1905 - marec 1909
- Anton von Winzor: marec 1909 - april 1910
- Artur Sprecher von Bernegg: maj 1910 - oktober 1912
- Paul Puhallo von Brlog: oktober 1912 - maj 1915
- Ferdinand von Goglia: maj 1915 - marec 1918
- Karl von Lukas: marec 1918

- ukinjena: marec - avgust 1918
- Nadvojvoda Ferdinand Avstrijski: avgust - oktober 1918
- Rudolf Müller (v.d.): oktober - november 1918

Načelniki štaba
- Theodor Buirette von Oehlefeld: november 1849 - julij 1850
- Josef Ringelsheim: julij 1850 - november 1857
- Josef von Döpfner: november 1857 - marec 1859
- Josef Ringelsheim: marec - september 1859
- Josef von Döpfner: september 1859 - marec 1860
- Franz von Vlasits: april 1860 - januar 1863
- Siegmund Görtz von Zertin: januar 1863 - november 1864
- Peter Preradovic: november 1864 - maj 1866
- Josef Gallina: maj - oktober 1866

- ukinjen
- Eduard von Handel-Mazzetti: avgust - oktober 1878

- ukinjen
- Emil von Arbter: januar 1883 - oktober 1884
- Franz Schönaich: oktober 1884 - oktober 1887
- Julius Latscher: oktober 1887 - april 1893
- Karl Schikofsky: april 1893 - april 1900
- Wenzel Wurm: april 1900 - oktober 1906
- Ludwig Fabini: oktober 1906 - avgust 1911
- Milan Grubic: avgust 1911 - april 1914
- Hermann Sallagar: april 1914 - maj 1915
- Wilhelm von Catinelli: maj 1915 - marec 1918
- Thomas Buzek: marec - november 1918